# Cleptometopus
Cleptometopus is een kevergeslacht uit de familie van de boktorren (Cerambycidae). De wetenschappelijke naam van het geslacht werd voor het eerst geldig gepubliceerd in 1864 door Thomson.

## Soorten
Cleptometopus omvat de volgende soorten:
- Cleptometopus angustifrons Breuning, 1940
- Cleptometopus annulaticornis Mitono, 1944
- Cleptometopus armatus (Jordan, 1894)
- Cleptometopus assamanus Breuning, 1967
- Cleptometopus auratoides Breuning, 1943
- Cleptometopus aureovittatus Breuning, 1947
- Cleptometopus basifossulatus Breuning, 1940
- Cleptometopus bhutanensis Breuning, 1975
- Cleptometopus biapicatus Breuning, 1942
- Cleptometopus bimaculatus (Bates, 1873)
- Cleptometopus cameroni Breuning, 1972
- Cleptometopus camuripes (Newman, 1842)
- Cleptometopus celebensis Breuning, 1942
- Cleptometopus cephalotes (Pic, 1926)
- Cleptometopus enganensis Gahan, 1907
- Cleptometopus filiferus (Pascoe, 1866)
- Cleptometopus fisheri (Gardner, 1941)
- Cleptometopus flavolineatus Breuning, 1961
- Cleptometopus fuscosignatus Breuning, 1947
- Cleptometopus grandis (Jordan, 1894)
- Cleptometopus grossepunctatus Breuning, 1940
- Cleptometopus humeralis Gahan, 1907
- Cleptometopus indecorus Holzschuh, 2012
- Cleptometopus indistinctus Breuning, 1940
- Cleptometopus invitticollis Breuning, 1958
- Cleptometopus javanicus Breuning, 1943
- Cleptometopus lepturoides Breuning, 1940
- Cleptometopus lobatus Breuning, 1940
- Cleptometopus luteonotatus (Pic, 1925)
- Cleptometopus malaisei Breuning, 1949
- Cleptometopus mimolivaceus Breuning, 1972
- Cleptometopus mindanaonis Breuning, 1940
- Cleptometopus minor (Gressitt, 1937)
- Cleptometopus mniszechii (Lacordaire, 1872)
- Cleptometopus montanus (Pascoe, 1866)
- Cleptometopus motuoensis Wang & Chiang, 1999
- Cleptometopus niasensis Breuning, 1943
- Cleptometopus niasicus Aurivillius, 1925
- Cleptometopus ochreomaculatus Breuning, 1982
- Cleptometopus ochreoscutellaris Breuning, 1943
- Cleptometopus olivaceus Breuning, 1942
- Cleptometopus orientalis Mitono, 1934
- Cleptometopus padangensis Breuning, 1943
- Cleptometopus papuanus Breuning, 1943
- Cleptometopus parolivaceus Breuning, 1966
- Cleptometopus perakensis Breuning, 1940
- Cleptometopus pseudolivaceus Breuning, 1975
- Cleptometopus pseudotenellus Breuning, 1950
- Cleptometopus quadrilineatus (Pic, 1924)
- Cleptometopus schmidi Breuning, 1971
- Cleptometopus scutellatus Hüdepohl, 1996
- Cleptometopus sericeus (Gahan, 1894)
- Cleptometopus sikkimensis Breuning, 1971
- Cleptometopus similaris (Gressitt, 1945)
- Cleptometopus similis (Gahan, 1894)
- Cleptometopus simillimus Breuning, 1947
- Cleptometopus strandi Breuning, 1942
- Cleptometopus striatopunctatus Breuning, 1940
- Cleptometopus subolivaceus Breuning, 1949
- Cleptometopus subteraureus Breuning, 1967
- Cleptometopus subundulatus Breuning, 1966
- Cleptometopus sumatranus Breuning, 1942
- Cleptometopus taiwanensis (Gressitt, 1936)
- Cleptometopus tenellus (Pascoe, 1866)
- Cleptometopus terrestris Thomson, 1864
- Cleptometopus trilineatus (Pic, 1924)
- Cleptometopus undulatus (Pic, 1934)
- Cleptometopus unicolor Breuning, 1940